# Rosa henryi
Rosa henryi är en rosväxtart som beskrevs av George Albert Boulenger. Rosa henryi ingår i släktet rosor, och familjen rosväxter. Inga underarter finns listade i Catalogue of Life.